# バウンティフル (ユタ州)
バウンティフル（Bountiful）は、アメリカ合衆国ユタ州のデービス郡にある都市。人口は4万5762人（2020年）。ソルトレイクシティの北15キロメートルに位置している。

## 歴史
1847年、モルモン開拓者が入植し農地を開拓した。地名の「バウンティフル」はモルモン書に記述されている伝説的な土地である。
1892年に市として法人化した。

## 公園
ワサッチ山脈の山嶺に広がるミューラー公園は市民が気軽に行ける行楽地である。

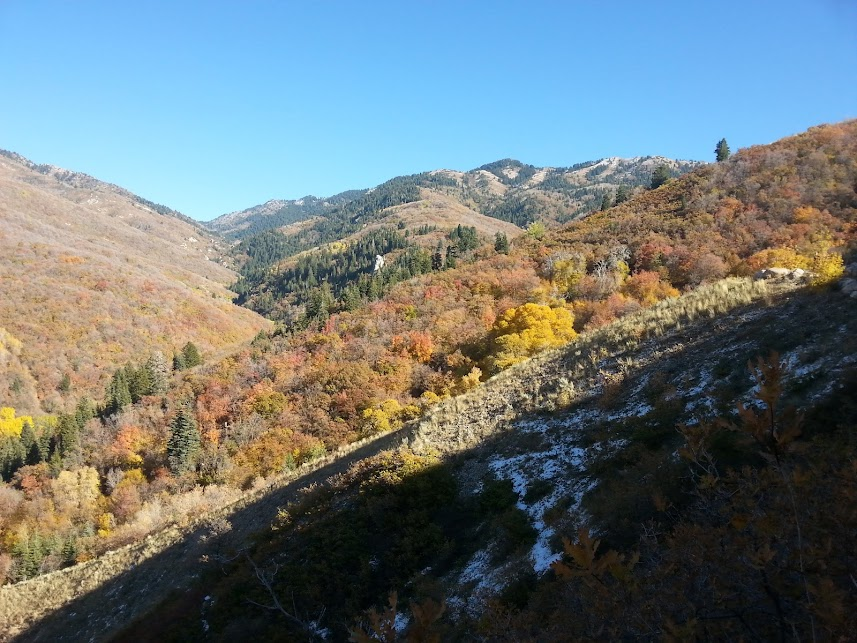
ミューラー公園